# Przemysław Szarek
Przemysław Szarek (ur. 22 kwietnia 1996 w Nowym Sączu) – polski piłkarz występujący na pozycji obrońcy w Chrobrym Głogów.

## Kariera klubowa
Szarek na początku swojej seniorskiej kariery był związany z Sandecją Nowy Sącz. Zadebiutował w meczu z Flotą Świnoujście 22 maja 2013. Po raz pierwszy pełne 90 minut zagrał 27 lipca 2013 w meczu przeciwko OKS-owi Brzesko. Premierowego gola strzelił 30 maja 2015 roku w meczu przeciw Dolcanowi Ząbki. Łącznie w barwach Sandecji w meczach ligowych wystąpił 60 razy, zdobywając przy tym 3 bramki.
W 2016 roku podpisał czteroletni kontrakt z Bruk-Bet Termalicą Niecieczą. Po wygaśnięciu kontraktu ze ,,Słoniami" zdecydował się na transfer do Korony Kielce. W Koronie rozegrał 25 meczów ligowych. 28 lutego 2022 jego kontrakt został rozwiązany za porozumieniem stron. 5 lipca 2022 został zawodnikiem Motoru Lublin, z którym rok później awansował do I ligi.